# Не говори никоме
Не говори никоме (енгл. Speak No Evil) дански је психолошки трилер филм из 2022. у режији Кристијана Тафдрупа, по сценарију који је написао с Мадсом Тафдрупом. У средишту је данска породица коју њихови холандски пријатељи позивају у своју сеоску кућу за викенд. Међутим, домаћини убрзо почињу да тестирају границе својих гостију како ситуација ескалира.
Премијерно је приказан 22. јануара 2022. на Филмском фестивалу Санденс, док је 17. марта пуштен у биоскопе у Данској. Добио је изузетно позитивне рецензије критичара. Амерички римејк је приказан 2024.

## Радња
Бјерн и Лујиза, брачни пар из Данске, проводе одмор у Тоскани са ћерком Агнес. Током боравка, брзо су се спријатељили са Патриком и Карин, паром из Холандије, и њиховим сином Абелом. Неколико месеци касније, Бјерн и Лујиза добијају позив нових пријатеља да их посете у њиховој сеоској кући у Холандији. Домаћини се представљају као авантуристи и слободоумни, међутим, ово окупљање добија неочекивани преокрет када долази до све више неспоразума. Ситуација потом ескалира и постаје јасно да домаћини нису онакви каквима су се представили.

## Улоге
| Глумац           | Улога  |
| ---------------- | ------ |
| Мортен Буријан   | Бјерн  |
| Сидсел Сијем Кох | Лујиза |
| Феђа ван Хуен    | Патрик |
| Карина Смалдерс  | Карин  |
| Лива Форсберг    | Агнес  |
| Маријус Дамслев  | Абел   |